# Leo Express
Leo Express (stylizowany zapis leo express) – czeski prywatny przewoźnik kolejowy. Przedsiębiorstwo zostało założone w 2010 roku, a od grudnia 2012 prowadzi regularne przewozy na trasie Praga – Bogumin.

## Geneza
W 1993 roku doszło do rozpadu czechosłowackich kolei państwowych – Československé státní dráhy, w wyniku czego powstały m.in. České dráhy, które miały monopol na przewozy osobowe na terenie Czech. W 2009 roku postanowiono zliberalizować dostęp do infrastruktury dla połączeń pomiędzy Pragą a Ostrawą i wprowadzić równe warunki na niej dla wszystkich przewoźników, w wyniku czego pociągi ČD na tej trasie od grudnia 2011 przestały być dotowane.
Jako pierwsza skorzystała z tego spółka RegioJet, która uruchomiła przewozy na tej trasie już nieco wcześniej – 26 września 2011.

## Historia

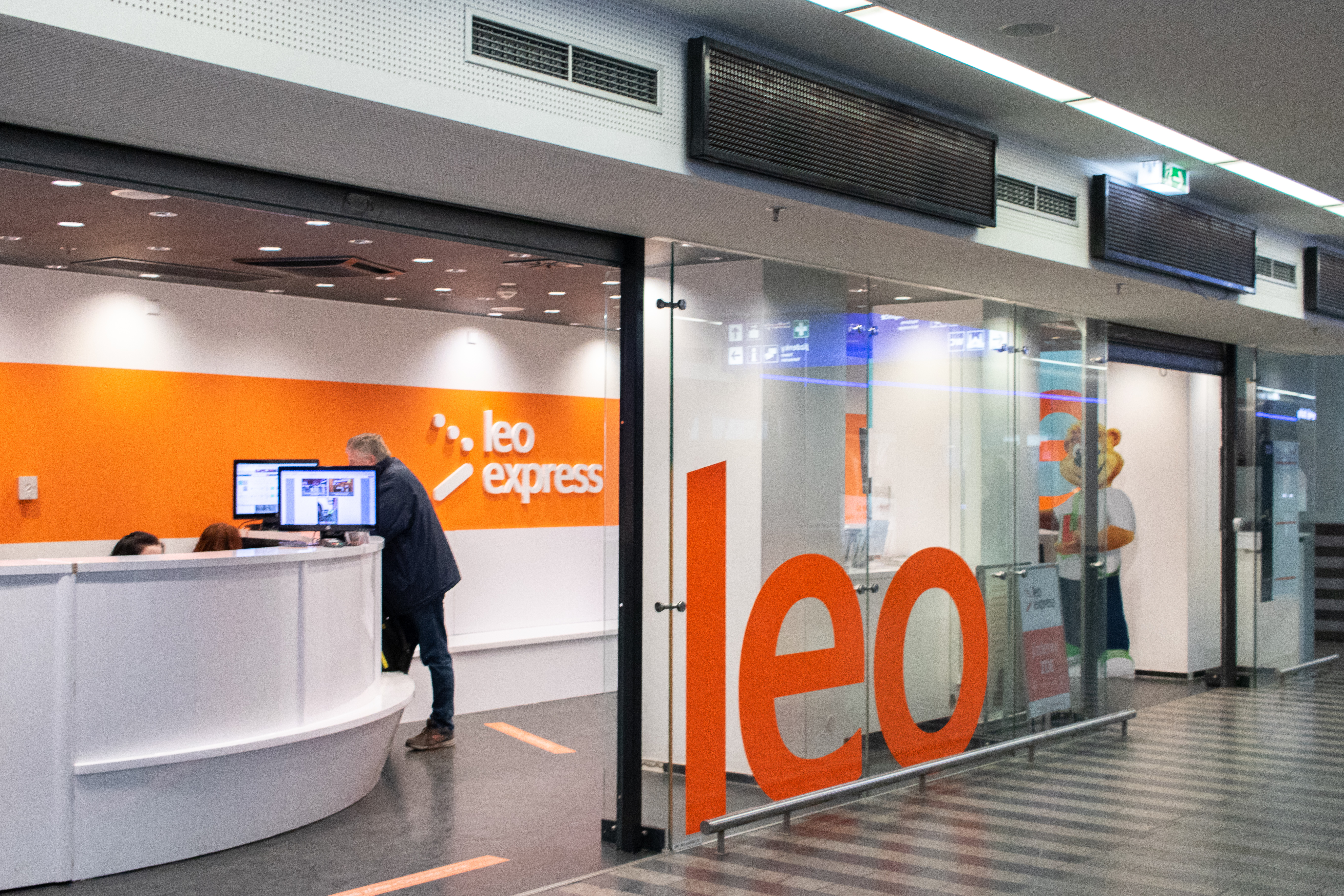
Kasy biletowe Leo Expressu na dworcu Praha hlavní nádraží

We wrześniu 2010 Leo Express zamówił 5 sztuk 5-członowych FLIRT-ów od szwajcarskiej firmy Stadler Rail. Realizacja zamówienia rozpoczęła się we wrześniu 2011 w zakładzie firmy w Siedlcach. W lutym 2012 zakończyła się produkcja pierwszego składu, 27 kwietnia skład był testowany na linii E 20 na odcinku Siedlce – Łuków. 24 maja skład został zaprezentowany na torze testowym w czeskim Velimiu, gdzie rozpoczął testy, a we wrześniu został zaprezentowany na targach InnoTrans w Berlinie.
7 listopada 2012 przewoźnik miał rozpocząć testowe kursy z pasażerami na trasie Praha hlavní nádraží – Ostrava hlavní nádraží, jednakże ze względu na niedostarczenie wszystkich wymaganych dokumentów, przewozy rozpoczęto 13 listopada. 9 grudnia przewoźnik rozpoczął regularne przewozy, a 18 stycznia osiągnięto pierwotnie planowaną liczbę połączeń.
W 2013 roku przewoźnik wraz z Dolnośląskimi Liniami Autobusowymi chciał rozpocząć przewozy w Polsce od grudnia 2013, jednakże ich wnioski o przydzielenie tras zostały odrzucone przez PKP Polskie Linie Kolejowe. W kolejnym roku przewoźnik podjął kolejną próbę wejścia na polski rynek. 7 listopada 2014 roku uruchomione zostało kombinowane połączenie autobusowo-kolejowe relacji Kraków−Praga, obsługiwane na trasie Kraków−Bogumin autobusami, a na trasie Bogumin−Praga pociągami.

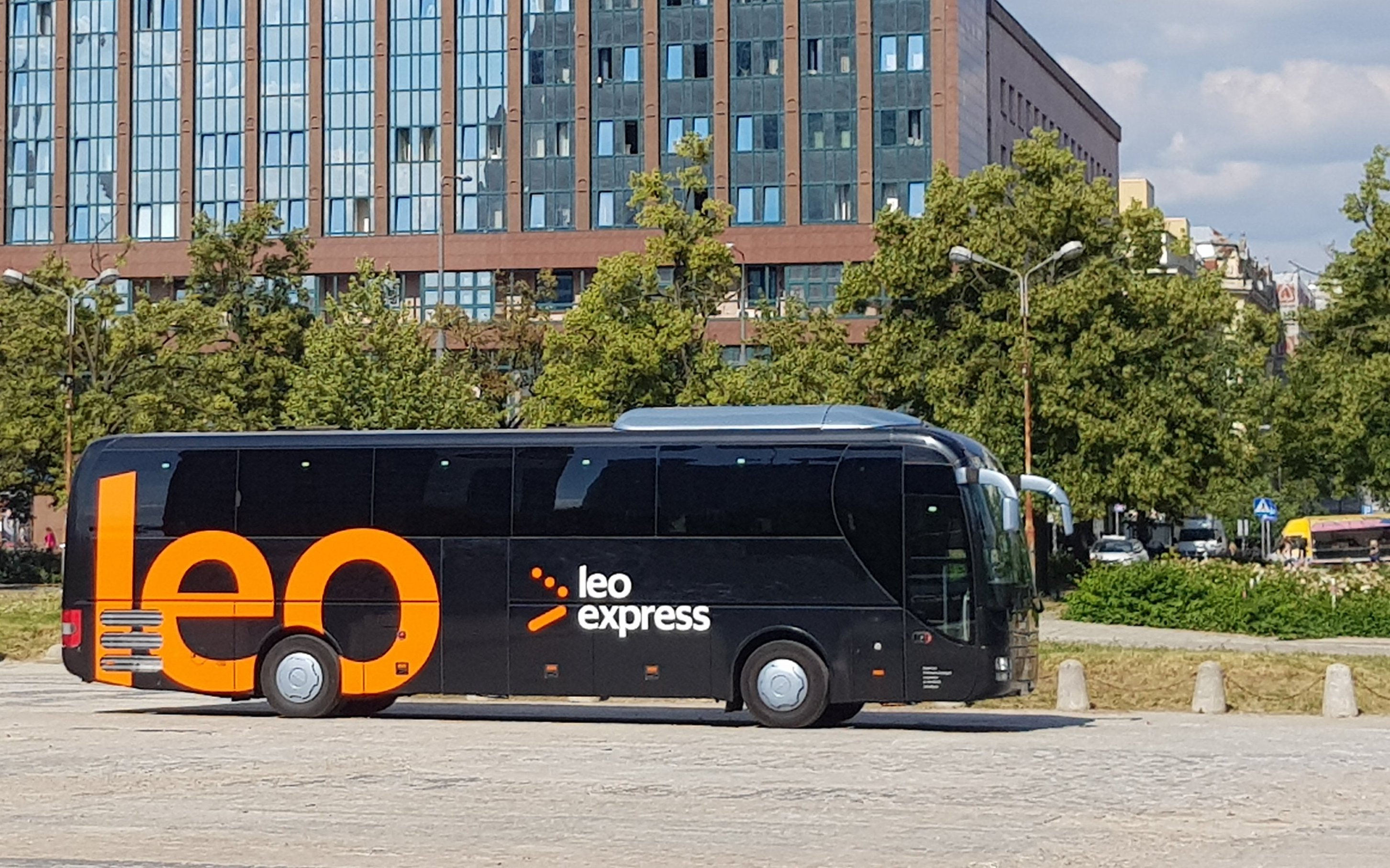
Autobus Leo Express w Warszawie

19 grudnia 2016 spółka podpisała umową na dostawę 3 elektrycznych zespołów trakcyjnych z opcją na 30 kolejnych z chińskim producentem taboru szynowego CRRC. Zamówione jednostki mają mieć dopuszczenie do ruchu w Czechach, Polsce i na Słowacji.
20 kwietnia 2017 przewoźnik uzyskał niezbędny do świadczenia przewozów na terenie Polski Certyfikat Bezpieczeństwa w części B, wydawany przez prezesa Urzędu Transportu Kolejowego.
8 maja 2017 jeden z Flirtów przyjechał do Polski na testy dynamiczne. W sierpniu tego samego roku przewoźnik zaczął przygotowania do przejęcia działalności niemieckiego przewoźnika Locomore, który powstał dzięki zbiórce publicznej, a potem ogłosił upadłość.
13 października 2017 została ogłoszona informacja o wydaniu zgody przez UTK na świadczenie usług przewozowych przez Leo Express na trasie Kraków-Katowice-Praga. Planowanym terminem uruchomienia połączenia był wówczas 10 grudnia 2017, jednak termin ten nie został dotrzymany. W maju kolejnego roku PLK zatwierdziła rozkład jazdy na tej trasie, umożliwiając uruchomienie pociągów na przełomie czerwca i lipca. 25 czerwca rozpoczęto sprzedaż biletów na połączenie do Polski. 17 lipca przewoźnik otrzymał dopuszczenie flirtów do eksploatacji w Polsce, a 3 dni później uruchomiono połączenie Praga – Kraków. We wrześniu 2018 spółka zapowiedziała uruchomienie codziennych przejazdów z Krakowa do Pragi od lata kolejnego roku. Pomiędzy 9 października a 30 listopada 2018 połączenie Praga – Kraków zostało tymczasowo zawieszone, ze względu na prace remontowe. W 2019 r. Leo Express złożył wniosek o otwarty dostęp do trasy z Krakowa Głównego do Warszawy Wschodniej.
W grudniu 2019 Leo Express otrzymał otwarty dostęp dla pasażerskich przewozów kolejowych na odcinku przebiegającym przez terytorium Rzeczypospolitej Polskiej dla trasy Praha hl. n. - Terespol - granica państwa i w relacji powrotnej z możliwością zatrzymywania się na terytorium Rzeczypospolitej Polskiej na następujących stacjach pasażerskich: Zebrzydowice, Pszczyna, Tychy, Katowice Ligota, Katowice, Sosnowiec Główny, Dąbrowa Górnicza, Zawiercie, Włoszczowa Północ, Opoczno Południe, Warszawa Zachodnia, Warszawa Centralna, Warszawa Wschodnia, Mińsk Mazowiecki, Siedlce, Łuków, Terespol. Otwarty dostęp został przyznany zgodnie z wnioskiem przewoźnika do 10 grudnia 2024.
W sierpniu 2021 r. Renfe kupiły 50% akcji spółki Leo Express w ramach strategii uzyskiwania do 2028 r. 20% przychodów poza granicami Hiszpanii, a transakcja zakończyła się zimą 2021 r. Jednocześnie EuroMaint kupiła 5% udziałów, a Leoš Novotný jr. zachował 44,3% akcji.

## Tabor
| Seria     | Liczba | Liczba członów | Liczba miejsc | Liczba miejsc | Liczba miejsc | Prędkość maksymalna | Producent    |        |
| Seria     | Liczba | Liczba członów | ekonomicznych | biznesowych   | premium       | Prędkość maksymalna | Producent    |        |
| --------- | ------ | -------------- | ------------- | ------------- | ------------- | ------------------- | ------------ | ------ |
| 480 FLIRT | 5      | 5              | 208+4         | 19            | 6             | 160 km/h            | Stadler Rail | [ 30 ] |

## Połączenia
Spółka obsługuje przewozy relacji Praga – Bogumin, na której konkurują z Pendolino spółki České dráhy oraz pociągami drugiego prywatnego przewoźnika – RegioJet. Niektóre kursy przedłużone są na teren Słowacji – przez Żylinę i Poprad do Koszyc lub Polski – przez Katowice do Krakowa.
| Stacja                   | Miejscowość | km  |
| ------------------------ | ----------- | --- |
| Praha hlavní nádraží     | Praga       | 0   |
| Pardubice hlavní nádraží | Pardubice   | 104 |
| Olomouc hlavní nádraží   | Ołomuniec   | 250 |
| Ostrava-Svinov           | Ostrawa     | 351 |
| Ostrava hlavní nádraží   | Ostrawa     | 356 |
| Bohumin                  | Bogumin     | 364 |